# Rue Ramoux
La rue Ramoux est une rue de la ville belge de Liège, située dans le quartier du Laveu.

## Situation et description
Cette artère se situe dans la partie basse et nord du quartier du Laveu. Longue d'environ 120 m, cette rue courbe et en descente relie la rue Saint-Gilles à la rue Destriveaux. La rue applique un sens unique de circulation automobile dans le sens Saint-Gilles - Destriveaux.

## Odonymie
Depuis 1907, la rue rend hommage à Gilles-Joseph-Evrard Ramoux, né à Liège le 20 janvier 1750 et mort à Glons le 8 janvier 1826 , prêtre, écrivain, botaniste et musicien, auteur du chant patriotique Valeureux Liégeois.

## Architecture
Cette artère compte une trentaine d'immeubles principalement érigés dans un style éclectique parfois teinté d'Art nouveau au début du XXe siècle.
Aux nos 1 et 3, les maisons Lapaille-Philippe forment un immeuble d'angle avec la rue Saint-Gilles.
Au no 29, la maison Rogister, de style Art nouveau, a été construite en 1905. Elle servit d'habitation personnelle à l'architecte Victor Rogister. Les deux bas-reliefs sculptés par Oscar Berchmans représentant des bustes de jeunes dames.
À droite de la maison Rogister, la maison aux Chouettes est un immeuble d'angle avec la rue Destriveaux. Elle a été réalisée en 1907 d'après les plans de Victor Rogister.

## Voies adjacentes
- Rue Saint-Gilles
- Rue Destriveaux
- Rue Laurent de Koninck
- Rue Schmerling